# David Ricardo
(David Ricardo, Principi di Economia Politica e dell'Imposta)
David Ricardo (Londra, 18 aprile 1772 – Gatcombe Park, 11 settembre 1823) è stato un economista britannico, considerato uno dei massimi esponenti della scuola classica.

## Biografia
(Moses Ricardo, fratello di David)
David Ricardo nasce il 18 aprile 1772 a Londra, in una casa all'incrocio tra Liverpool Street e Old Broad Street. Appartiene ad un'antica famiglia ebrea di origini portoghesi che era stata costretta alla conversione pur continuando segretamente la professione dell'ebraismo. Dopo diverse peregrinazioni, la famiglia Ricardo era giunta nei Paesi Bassi, ad Amsterdam, dove nel 1733 nacque Abraham Israel Ricardo, padre di David.
Abraham Ricardo ad Amsterdam svolge una remunerativa attività di agente di cambio in anni in cui la Borsa della città olandese è un importante centro finanziario internazionale. Al tempo i Paesi Bassi possedevano una significativa parte del debito pubblico inglese che durante la guerra dei sette anni ebbe una notevole espansione. Probabilmente per seguire operazioni concernenti i titoli del debito inglese, Abraham Ricardo si trasferì, nei primi anni della seconda metà del diciottesimo secolo, a Londra. Egli fu presto accolto nella comunità di ebrei sefarditi presente a Londra, che aveva anche un ruolo riconosciuto nel mondo finanziario della city, e nel 1769 sposò Abigail Delvalle che gli darà quindici figli.
L'istruzione di David Ricardo è in buona sostanza finalizzata alla sua introduzione nell'attività del padre. A undici anni Ricardo si trasferisce ad Amsterdam dove vive presso uno zio e dove rimane fino ai tredici anni. La sua formazione è completata poi da un altro anno di studi a Londra e infine, all'età di quattordici anni, Ricardo è definitivamente introdotto nell'attività di agente di cambio del padre. 
Come nota Jacob Harry Hollander, la comunità degli affari sviluppò velocemente le naturali capacità intellettuali di Ricardo e gli consentì di costruirsi una grande esperienza oltre che una buona notorietà.
Intanto la famiglia Ricardo si trasferisce a Bow, che allora era un sobborgo di Londra, vicino alla casa di un noto chirurgo, un quacchero, Edward Wilkinson; presto David, che allora ha vent'anni, inizia a frequentarne la figlia, Priscilla Ann, che infine sposa il 20 settembre 1793. Il matrimonio con una donna cristiana determina la definitiva rottura di David con la propria famiglia e con l'intera comunità sefardita alla quale apparteneva e priva la giovane coppia di ogni sostegno economico (si noti che a causa di tale matrimonio David sarà l'unico dei figli al quale Abraham Ricardo, in sede testamentaria, non lascerà nulla del suo ingente patrimonio). Da Priscilla Wilkinson Ricardo ha otto figli, tre maschi e cinque femmine.
A seguito del matrimonio e della rottura col padre Ricardo deve iniziare a svolgere in autonomia la propria attività di agente di borsa. Ricardo in Borsa è un jobber, figura di agente finanziario allora distinta da quella del broker, il quale non operava, come appunto il broker, per conto dei clienti eseguendone gli ordini ma agiva ponendosi in contropartita alle richieste del broker facendo ricorso al proprio portafoglio. Gli anni in cui Ricardo costruisce la sua fortuna sono gli anni delle guerre napoleoniche in cui l'Inghilterra, per far fronte alle notevoli spese belliche, emette una gran quantità di titoli di debito pubblico. Ricardo riesce ad aggiudicarsi in alcuni casi l'incarico di collocare partite di nuova emissione del debito pubblico e poi, scommettendo sulla vittoria inglese su Napoleone, riesce a beneficiare degli enormi rialzi che i titoli del debito inglese hanno dopo la battaglia di Waterloo e la fine della guerra. Grazie a queste brillanti operazioni, Ricardo costruisce già a quarant'anni una fortuna tale da consentirgli di ritirarsi progressivamente dalla sua attività.
Dopo il matrimonio Ricardo si allontana anche dalla religione ebraica e si avvicina alla chiesa Unitaria che al tempo della rivoluzione francese era considerata un centro di repubblicanesimo e razionalismo, nella quale si professavano ideali di tolleranza ed intorno alla quale si raccoglieva il ristretto cenacolo dei c.d. filosofi radicali, ai quali appartenevano Jeremy Bentham e James Mill, con i quali presto Ricardo entra in contatto.
L'interesse di Ricardo per l'economia politica nasce nel 1799, anno in cui, come riporta Lord Broughton, "gli accadde che un giorno, mentre si trovava a Bath per una malattia della moglie, vide un Adam Smith in una biblioteca circolante, e, sfogliatane una o due pagine, ordinò che gli venisse mandato a casa. Gli piacque a tal punto di desiderare di studiarlo". La prima pubblicazione di Ricardo è un articolo dal titolo "the Price of Gold" comparso sul Morning Chronicle del 29 agosto 1809 con il quale egli prende parte alla discussione sull'alto prezzo che l'oro aveva assunto da quando nel 1797, a causa delle guerre napoleoniche, era stata sospesa la convertibilità delle banconote in oro. In tale articolo Ricardo si faceva sostenitore delle tesi bullioniste che egli sviluppò nell'opuscolo "the High Price of Bullion", il quale contribuì ad accendere il dibattito pubblico che portò alla costituzione in Parlamento di una apposita commissione d'inchiesta sull'oro che si concluse con la stesura nel 1810 del c.d. Bullion Report. Al 1811 risale, sempre su temi di natura monetaria, la disputa con Malthus con il quale, nello stesso anno, Ricardo fa conoscenza e stringe un'amicizia che è contraddistinta dal ricchissimo scambio epistolare tra i due autori e che risulta fondamentale per la successiva evoluzione del pensiero di Ricardo.
Intanto nel 1814 Ricardo acquista la tenuta di Minchinhampton nel Gloucestershire che comprende la residenza di Gatcombe Park nella quale la famiglia Ricardo trascorre la seconda metà di ogni anno e nella quale Ricardo trova la concentrazione necessaria alle riflessioni che gli permetteranno la costruzione del suo sistema di pensiero e la stesura dei Principi di Economia Politica e dell'Imposta tra il 1815 e il 1817.
Nel 1815 esplode in Parlamento il dibattito sulle c.d. Corn Laws, leggi protezionistiche sul grano introdotte nell'ambito della guerra commerciale con la Francia allo scopo di sostenere l'industria agricola nazionale. Il dibattito vede confrontarsi da un lato i sostenitori della conservazione di queste leggi, tra cui Malthus con una serie di articoli e opuscoli tra cui Grounds of an opinion on the policy of restricting the importation of foreign corn; dall'altro lato vi sono invece i sostenitori del libero scambio, tra i quali West, Torrens e Ricardo che pubblica il suo Essay on Profits.
Intanto già alla fine del 1815 inizia il lavoro di persuasione che James Mill eserciterà intensamente su Ricardo perché questi si dedichi con decisione alla stesura di un testo sintetico e complessivo sulla sua visione della economia politica e perché Ricardo si decida a prendere parte alla vita politica inglese entrando in Parlamento. Grazie all'insistenza di Mill Ricardo supera le numerose titubanze e si decide a scrivere la sua opera principale, I Principi di Economia Politica e dell'Imposta, che escono (secondo le stime di Sraffa) il 19 aprile 1817 editi da Murray a Londra e che vedranno altre due edizioni prima della morte dell'autore. Nei primi di febbraio del 1816 viene invece pubblicato, sempre da Murray, l'opuscolo Proposals for an Economical and Secure Currency, con cui Ricardo sviluppa i temi monetari già espressi nel 1811.
Nel febbraio 1819, pubblicate le sue principali opere e ritiratosi dalla Borsa, Ricardo fa il suo ingresso in Parlamento, alla Camera dei Comuni, come rappresentante del collegio di Portalington che "egli rappresentò pur non avendovi mai messo piede". Si trattava di un c.d. pocket borough, un collegio sito in Irlanda con un piccolissimo numero di elettori e sotto il controllo di una sola famiglia, con la quale Ricardo contrattò l'aggiudicazione del seggio. Sulla propria partecipazione alla vita parlamentare aveva scritto in una lettera a Trower: "se potessi senza troppo disturbo entrare nel nuovo Parlamento, lo farei. Non sarei né Whig né Tory, sarei invece ansioso e desideroso di promuovere ogni misura che ci aprisse la possibilità di migliorare il Governo". In Parlamento Ricardo intervenne spesso su temi di natura economica e sul tema della riforma parlamentare.
L'ultima opera di Ricardo risale al 1823, anno in cui stese Plan for The Establishment of a National Bank.
Ricardo muore l'11 settembre 1823 a Gatcombe Park a causa delle complicanze connesse ad una infezione all'orecchio. Venne sepolto ad Hardenhuish nel Wiltshire.

## La nascita deI principi dell'economia politica e dell'imposta
I Principi di economia politica e dell'imposta (1817), nascono dall'originaria intenzione di Ricardo di estendere il suo opuscolo Essay on the influence of a low price of corn on the profits of stock, edito nel febbraio del 1815. Tale intenzione aveva avuto origine dall'insistenza di James Mill, che Ricardo aveva conosciuto nel 1808 dopo la pubblicazione dell'opera di Mill dal titolo Commerce Defended. James Mill nell'arco di tutta la stesura dell'opera svolse un ruolo decisivo, così sintetizzato nella sua autobiografia dal figlio John Stuart Mill: "[i Principi] non sarebbero mai stati pubblicati o scritti senza l'insistenza e il forte incoraggiamento di mio padre; perché Ricardo, il più modesto fra gli uomini, sebbene fermamente convinto della verità delle sue dottrine, si considerava così poco capace di far loro giustizia esponendole e illustrandole, da rifuggire dall'idea di renderle pubbliche". Mill fu dunque decisivo perché in Ricardo sorgesse l'idea della stesura di questo testo e perché egli arrivasse al completamento della sua opera.
È bene però segnalare che Piero Sraffa, il quale curò l'edizione completa delle opere e della corrispondenza di Ricardo, nella sua introduzione ai principi, ridimensiona in maniera significativa il contributo di Mill all'elaborazione teorica dei principi quando dice: "risulta evidente che il contributo di Mill alla formazione dei Principi fu minore di quanto ci si potesse attendere dalle premesse o dagli incoraggiamenti. Sul piano della teoria non ci son dubbi che la sua influenza fu trascurabile; Mill era stato lontano dalla economia politica per qualche tempo e le sue lettere a Ricardo contengono ben poche discussioni su questioni teoriche, mentre sono piene, in questo periodo, di consigli in merito all'arte di stendere i pensieri nel modo più facilmente comprensibile". Ben più rilevante sul piano teorico fu invece il ricco scambio epistolare tra Ricardo e Malthus che durò per tutta la stesura dei Principi.
La stampa dei Principi ebbe inizio nel febbraio del 1817 e la loro pubblicazione si ebbe, secondo le stime di Sraffa, il 19 aprile 1817, presso l'editore Murray di Londra. Prima di morire Ricardo fece in tempo a preparare due nuove edizioni della sua opera.

## La teoria del valore
Il primo capitolo dei Principi si intitola Il valore. In esso Ricardo espone la propria teoria del valore-lavoro secondo cui il valore di una merce dipende dalla quantità di lavoro relativo necessario a produrla.
Quando Ricardo scrive, il tema più rilevante all'attenzione del pubblico è quello delle tariffe protettive sul grano; il dibattito verteva intorno alla questione se i profitti sul capitale fossero negativamente influenzati dal fatto che vi fossero alte rendite e alti salari a causa dell'alto prezzo del grano, dovuto alle Corn Laws. Coloro che sostenevano politiche protezionistiche tendevano ad avallare la teoria secondo cui il valore dei beni sarebbe dato dalla somma dei costi di produzione; in questo caso infatti gli alti salari non avrebbero fatto altro che elevare il prezzo dei prodotti, lasciando invariati i profitti. Ricardo era invece contrario alle politiche protezionistiche e alle Corn Laws e intendeva dimostrare come i profitti fossero negativamente influenzati dall'alto livello dei salari e quindi come le leggi protettive sul grano stessero determinando una riduzione del saggio generale dei profitti, con un danno per l'intera economia. 
La prima sezione del capitolo primo dei Principi si apre con la seguente intitolazione: "Il valore di una merce, cioè il valore di qualsiasi altra merce con la quale la si può scambiare, dipende dalla quantità relativa di lavoro necessario a produrla e non dal maggiore o minore compenso corrisposto per questo lavoro". Ricardo ritiene che la prima condizione perché una merce abbia valore sia che questa abbia un'utilità, ovvero possegga un valore d'uso per chi la possiede; l'utilità è però una condizione necessaria ma non sufficiente, come dimostra il fatto che beni come l'aria o l'acqua non hanno valore (o prezzo) nonostante siano quanto di più utile possa immaginarsi. Ricardo quindi aggiunge che, oltre all'utilità, presupposti del valore siano la scarsità delle merci e il lavoro necessario a produrle. Le merci rare, non riproducibili, come quadri antichi, vini pregiati o gemme preziose hanno un valore solo in relazione alla loro scarsità, poiché per loro vi sarà sempre una domanda superiore all'offerta, dal momento che tali beni sono unici e non moltiplicabili attraverso il lavoro umano.
Al contrario le merci replicabili o riproducibili all'infinito applicando lavoro alla loro produzione hanno un valore che dipende solamente dalla quantità di lavoro necessario a produrle. Nel descrivere ciò, Ricardo si rifà esplicitamente alla teoria del valore-lavoro che Adam Smith aveva esposto ne La ricchezza delle nazioni ritenendola valida solo in quegli stadi primitivi della evoluzione delle società in cui ancora non si sia verificata l'accumulazione del capitale e l'appropriazione della terra. Smith aveva affermato che in tali condizioni "se ad un popolo di cacciatori per uccidere un castoro occorre doppio lavoro che per uccidere un cervo, un castoro dovrebbe naturalmente scambiarsi contro due cervi". Ricardo prende questa teoria di Smith, la sviluppa e sostiene che questa possa trovare applicazione, contrariamente all'opinione di Smith, anche in società più complesse, in cui vi sia la proprietà privata della terra e vi siano beni capitale.

### Contro la teoria del lavoro comandato di Smith
Quando Ricardo, nello stralcio di testo prima citato, puntualizza che il valore delle merci non ha nulla a che fare con il maggiore o minore compenso corrisposto al lavoro, intende rivolgere una precisa critica ad Adam Smith il quale, tra le diverse teorie del valore da lui formulate, ne aveva sostenuta una, c.d. del lavoro comandato, che metteva in relazione il valore delle merci con la quantità di lavoro, espresso in termini di salario per ora lavorata, che tale merce avrebbe consentito di acquistare. Ricardo ritiene che il ragionamento che Smith condusse in questa circostanza fosse errato in quanto circolare: cercava infatti di spiegare il valore di una merce attraverso un'unità di misura, il salario, che è anch'esso una merce, come nota Ricardo, e che ha quindi un valore assolutamente variabile che non può essere usato come misura invariabile del valore di tutti gli altri beni. 

### La variazione dei prezzi relativi
La teoria del valore-lavoro di Ricardo consente, secondo l'autore, di comprendere anche il fenomeno della variazione dei prezzi relativi nel tempo. Ricardo afferma infatti che il prezzo relativo di due merci varia se la difficoltà di produzione, e quindi la quantità di lavoro necessaria alla produzione di una di queste, dovesse aumentare o diminuire. Se quindi, a causa di un inaridimento generale del terreno, dovesse essere più difficoltoso produrre grano e servisse dunque a questo scopo l'impiego di più lavoro, il prezzo del grano non potrebbe che aumentare rispetto a quello di tutte le altre merci. Accadrebbe l'opposto nel caso in cui un progresso tecnico rendesse più agevole e meno dispendiosa la produzione. 

### Le diverse abilità dei lavoratori
Nella sezione seconda del primo capitolo, Ricardo affronta uno dei problemi principali connessi alle teorie del valore lavoro. Si tratta di comprendere come debbano gestirsi le differenze tra tipi di lavoro diverso e come possano analizzarsi i diversi contributi al valore delle merci delle diverse tipologie di lavoro utilizzate nella loro produzione. È chiaro che un'ora di lavoro di un lavorante gioielliere apporterà un valore diverso alla merce che produce rispetto ad un'ora di lavoro di un lavoratore comune. Si tratta del problema della diversa produttività del lavoro, che mette a rischio ogni teoria coerente del valore-lavoro. Ricardo afferma che le diverse qualità di lavoro e le loro diverse produttività devono essere in rapporto tra loro così come sono in relazione tra loro i diversi salari loro corrisposti. Così, se un'ora di lavoro di un gioielliere merita un salario doppio rispetto a quello di un lavorante comune, significherà che il lavoro del gioielliere conferirà alla merce prodotta un valore doppio rispetto ad un'ora di lavoro di un lavorante comune.
Come si vede, qui Ricardo ricorre, per spiegare il valore intrinseco del lavoro, ai salari, ovvero ai prezzi di mercato, rischiando di cadere in aperta contraddizione, dato che la sua intenzione iniziale è di spiegare i prezzi attraverso il valore e non viceversa. Tuttavia ciò che interessa Ricardo non è tanto spiegare il rapporto tra diverse qualità di lavoro ma seguire e spiegare le variazioni nel prezzo delle merci, scopo per il quale la soluzione da lui proposta è più che sufficiente se si ipotizza che le stesse relazioni tra diverse qualità di lavoro rimangano invariate nel tempo. Con le parole di Ricardo: "nel confrontare il valore della stessa merce in diversi periodi di tempo, non occorre considerare l'abilità e l'intensità relative del lavoro richiesto per quella merce particolare, giacché questa considerazione è ugualmente operante in entrambi i periodi. Un tipo di lavoro in un dato momento viene confrontato con lo stesso tipo di lavoro in un altro momento".

### Il capitale fisso
La sezione terza del primo capitolo si intitola: "Non solo il lavoro impiegato direttamente nella produzione delle merci influisce sul loro valore; ma anche il lavoro dedicato alla produzione di attrezzi, utensili e fabbricati coi quali questo lavoro è assistito". Un altro grosso ostacolo ad una compiuta teoria del valore-lavoro è rappresentato dal fatto che la maggior parte delle merci è prodotta non solo attraverso l'impiego di lavoro ma anche attraverso l'impiego di beni capitale. Ricardo ritiene però che tale questione non impedisca l'applicazione della sua teoria generale del valore in quanto i beni capitale, a loro volta prodotti da lavoro, possono pensarsi come lavoro accumulato o incorporato in macchine o strumenti, ovvero lavoro cristallizzato che, attraverso l'utilizzo di tali beni nella produzione, confluisce nelle merci prodotte. Se una merce è prodotta da 50 unità di lavoro e da una macchina, prodotta con l'impiego di 100 unità di lavoro, che si deprezza o logora nell'arco di 10 anni, allora quella merce avrà un valore pari a 50 più la decima parte delle 100 unità di lavoro incorporate nella macchina: varrà quindi 60.

### In caso di aumento dei salari
A questo punto Ricardo si domanda cosa accada ai prezzi relativi e ai profitti nel caso di un aumento dei salari (reali). Ricardo afferma che, se i beni in questione sono prodotti con la stessa combinazione di lavoro (capitale circolante) e beni capitale (capitale fisso), allora "il livello dei salari non influenza minimamente il valore relativo del pesce e della selvaggina (esempio di Ricardo), poiché al tempo stesso i salari saranno alti o bassi in entrambe le occupazioni". L'idea di Ricardo è che se i salari reali aumentano – per esempio del venti per cento – tutti i produttori delle diverse merci dovranno sostenere il costo di tale incremento nella misura del venti per cento, e che, se anche aumentassero tutti quanti i prezzi in misura pari a tale incremento, questo lascerebbe per ciò stesso immutato il rapporto tra i diversi prezzi relativi. 
Così, anche se tutti i produttori decidessero di tradurre l'aumento dei salari in un aumento dei prezzi, questo cambierebbe i prezzi monetari di tutte le merci - i quali crescerebbero - ma i prezzi relativi tra di esse rimarrebbero immutati proprio perché aumentano tutti contemporaneamente e nella stessa proporzione - poiché l'aumento dei salari è lo stesso per tutti (bisogna precisare che ciò che Ricardo intende per aumento dei salari reali - come si vedrà meglio più avanti parlando del tema - è l'aumento del prezzo relativo del lavoro, dovuto in genere ad un aumento del valore-lavoro del grano che è al tempo il principale mezzo di sostentamento della classe lavoratrice). Dunque, Ricardo conclude che nessun aumento dei salari possa incidere sui prezzi relativi, i quali possono variare solo se cambia la quantità di lavoro necessaria a produrre un determinato bene. 
L'unica cosa che effettivamente un aumento reale dei salari produce è, invece, una riduzione dei profitti: i prezzi relativi non cambiano e quindi il produttore non può scaricare sul prezzo un aumento dei salari; perciò l'aumento dei salari dovrà necessariamente ridurre il margine di profitto dell'imprenditore, al quale, a causa dell'aumento dei salari, costerà di più produrre le proprie merci pur rimanendo invariato il prezzo relativo al quale le vende.

### Merci prodotte con diversa intensità di capitale fisso
Ma il problema più complesso viene affrontato da Ricardo nella sezione quarta, in cui l'autore si occupa del caso in cui le diverse merci siano prodotte con combinazioni diverse di lavoro e beni capitale e del caso in cui i beni capitale abbiano diversa durata tra loro. In entrambi questi casi Ricardo si rende conto che merci che incorporano la stessa quantità di lavoro – ma con diversa percentuale di capitale fisso o con capitale fisso di diversa durata - reagiscono in misura differente ad un aumento dei salari, che invece, come detto sopra, avrebbe dovuto lasciare invariato il valore relativo delle merci. Ricardo dunque si accorge che, quando si tratti di merci prodotte con diverse durate o intensità del capitale fisso, per spiegare la variazione nei prezzi relativi, non basta la teoria – esposta prima – secondo cui ogni variazione dei prezzi dipende solo da un cambiamento nella quantità di lavoro necessaria a produrre queste merci; dice lo stesso Ricardo: "Questa differenza nel grado di durata del capitale fisso e questa varietà nelle proporzioni in cui i due tipi di capitale si possono combinare, introducono un'altra causa, oltre alla maggiore o minore quantità di lavoro necessaria a produrre le merci, di variazione del loro valore relativo – questa causa è l'aumento o la riduzione del valore del lavoro". Qui cioè Ricardo ammette che la variazione dei salari reali incide sui prezzi relativi e li cambia. In particolare, quando aumentano i salari reali, scenderanno i prezzi relativi delle merci prodotte con maggiore capitale fisso o con un capitale fisso più durevole. 
Come nota Schumpeter, Ricardo qui comprende perfettamente i limiti della propria teoria del valore-lavoro ma ritiene comunque che essa sia la teoria più soddisfacente per spiegare la variazione dei prezzi relativi delle merci; come dice lo stesso Ricardo riferendosi all'impatto che possono avere sui prezzi le variazioni nei salari: "il massimo effetto che un aumento dei salari potrà produrre sui prezzi relativi di queste merci non potrebbe superare il 6 o 7 per cento".

### La misura invariabile del valore
Infine, nella sezione sesta del primo capitolo, Ricardo tratta dei benefici che si avrebbero se si potesse trovare una misura invariabile del valore. Se esistesse una merce il cui costo di produzione in termini di lavoro fosse immutabile nel tempo, essa potrebbe essere utilizzata per determinare di quali beni sia aumentato il prezzo e di quali no, poiché, come detto, se non ne potesse variare il costo di produzione, il suo valore rimarrebbe sempre immutabile e quindi qualunque variazione dei prezzi di tale merci in termini di altre merci sarebbe da imputare interamente ad una variazione del valore-lavoro di queste ultime. Ricardo è però consapevole del fatto che una merce simile, da usarsi come misura invariabile, non possa esistere, poiché ogni merce è in qualche modo soggetta a variazioni nella quantità di lavoro necessario a produrla. Infine Ricardo afferma che userà l'oro come approssimazione di tale misura immutabile poiché, nonostante i suoi limiti, è una merce meno soggetta di altre merci a variazioni nei costi di produzione.

## La teoria della distribuzione

### La rendita
La domanda fondamentale dalla quale Ricardo inizia il proprio discorso sulla rendita, nel capitolo secondo dei suoi Principi, è la seguente: il fatto che esista una rendita corrisposta ai proprietari delle terre modifica il valore relativo delle merci? A causa della rendita il prezzo dei prodotti è più alto? 
Per prima cosa Ricardo si sofferma sul puntualizzare cosa esattamente sia la rendita, che egli definisce "quella parte del prodotto della terra che viene pagata al proprietario per l'uso dei poteri originari e indistruttibili del suolo". Si tratta quindi esclusivamente della remunerazione corrisposta in ragione dell'uso della terra e non anche della serie di migliorie e beni capitali che siano presenti sulla terra, per i quali viene invece corrisposta una rendita che Ricardo inserisce nella categoria dei profitti.
Successivamente Ricardo sviluppa una constatazione: "Non appena insediati in un paese che abbonda di terra ricca e fertile, della quale basti coltivare solo una piccolissima parte per mantenere la popolazione o se ne possa coltivare solo una piccolissima parte con il capitale di cui la popolazione dispone, non vi è rendita; infatti, nessuno pagherebbe per l'uso della terra dove ce ne fosse un'abbondante quantità non ancora appropriata e perciò a disposizione di chiunque volesse coltivarla". Ricardo quindi chiarisce che la rendita non è una remunerazione dovuta in ogni caso e sempre presente in quanto esiste la proprietà privata della terra; al contrario la rendita esiste perché esiste una offerta limitata di terra e perché per sostentare l'intera popolazione è necessario metterne a coltura sempre ulteriori estensioni.
Dunque, la prima condizione perché esista la rendita è che ci sia una quantità limitata di terra fertile. Esiste tuttavia una seconda condizione, ovvero l'esistenza dei c.d. rendimenti decrescenti della terra. Ricardo ritiene che la terra non sia una risorsa omogenea ma che ne esistano diverse qualità a seconda del grado di fertilità. Finché si coltivano terre della medesima fertilità e con la stessa produttività, non esiste rendita; quando però la popolazione aumenta e serve mettere a coltura ulteriore terra, bisognerà coltivare anche terre meno fertili che renderanno meno per ogni unità di lavoro ad esse applicate. Quando ciò accade, se le terre più fertili rendono 100 per ogni unità di lavoro e le meno fertili rendono solamente 80, il produttore agricolo, quando dovrà prendere in affitto un terreno, sarà disposto a pagare fino a 20 di rendita al proprietario delle terre più fertili pur di non dovere coltivare le terre meno fertili, poiché in queste ultime, a causa della minore fertilità, sarebbe per lui più dispendioso coltivare. Perciò, come dice Ricardo: "è solo perché la qualità della terra non è illimitata e la sua qualità non è uniforme, e perché man mano che la popolazione aumenta viene coltivata terra di qualità inferiore o in posizione meno vantaggiosa, che si paga una rendita per il suo uso. Quando, col progredire della società, viene messa a coltura una terra di secondo grado di fertilità, si forma subito una rendita su quella di prima qualità, il cui ammontare dipenderà dalle differenze di qualità di queste due porzioni di terra".
Si noti però che, se così stanno le cose, il prezzo del grano non è mai influenzato dalla rendita; esso viene infatti determinato sull'ultima terra messa a coltura – la meno fertile –, che non paga rendita, e corrisponde alla quantità di lavoro che in essa è necessario impiegare perché si realizzi quel prodotto. La rendita sarà corrisposta solamente ai proprietari delle terre più fertili e non entrerà affatto nella determinazione del prezzo del grano, che invece è stabilito sulla terra che non paga rendita. Dice Ricardo: "Il grano non è caro perché si paga una rendita, ma si paga una rendita perché il grano è caro; ed è stato giustamente osservato che il prezzo del grano non diminuirebbe punto anche se i proprietari rinunciassero a tutta la loro rendita".
Se tutto ciò è vero, la rendita sarà elevata nelle società in cui sia necessario mettere a coltura anche le terre meno fertili. Questo si verifica quando la popolazione è numerosa; e la popolazione è numerosa quando il fondo salari, ovvero l'insieme delle risorse che sono investite nella produzione per il mantenimento dei lavoratori, è ingente. Il fondo salari, a sua volta, è ingente quando il capitale di una società è ampio e significativo. Da tutto ciò si conclude, come dice Ricardo, che "l'aumento della rendita è sempre l'effetto della maggior ricchezza del paese e della difficoltà di provvedere di alimenti la sua crescente popolazione. Esso è un sintomo, mai una causa della ricchezza".

### I salari[25]
Nel quinto capitolo dei suoi Principi Ricardo si occupa dei salari, ovvero di quella parte del reddito di una società che viene corrisposta alla classe lavoratrice in cambio del lavoro utilizzato nella produzione. Ricardo nota subito che, come ogni altra merce che abbia una domanda e un'offerta, anche il lavoro ha un prezzo naturale e un prezzo di mercato; tali prezzi possono temporaneamente essere diversi ma alla fine il prezzo di mercato deve necessariamente tendere a riassestarsi sul suo livello naturale. 
Ma da cosa dipende il prezzo naturale del lavoro? Ricardo afferma che "il prezzo naturale del lavoro è il prezzo che mette in grado i lavoratori, nel complesso, di sussistere e di perpetuarsi senza aumenti né diminuzioni". Qui Ricardo afferma che il salario, al suo livello naturale, deve essere pari a quella remunerazione che consenta al lavoratore di sussistere e mantenere la propria famiglia e i suoi consumi. Da ciò deriva che a determinare gli aumenti e le riduzioni necessarie del salario sono le variazioni nei prezzi relativi delle merci che sono necessarie alla sussistenza del lavoratore. Se alla base della dieta del lavoratore vi fosse principalmente grano, e se il prezzo relativo del grano aumentasse a causa di una minore fertilità delle terre messe a coltura, il lavoratore dovrebbe spendere di più per alimentarsi e dunque il salario dovrà aumentare. Se, al contrario, il prezzo relativo del grano si riducesse grazie, per esempio, ad un progresso tecnologico, allora il lavoratore dovrebbe spendere meno per alimentarsi e i salari scenderebbero. Come dice Ricardo: "perciò il prezzo naturale del lavoro dipende dal prezzo dei viveri, dei beni di prima necessità e di comodo necessari a mantenere il lavoratore e la sua famiglia".
Ma come funziona, secondo Ricardo, il processo di aggiustamento dei salari? Per quale motivo i salari di mercato non possono mai discostarsi a lungo dal loro livello naturale e devono sempre convergere verso di esso? Ricardo ritiene che nel caso in cui i salari di mercato fossero superiori al loro livello naturale, consentendo quindi al lavoratore di permettersi dei consumi e delle comodità al di sopra del livello di sussistenza, tale maggiore agio indurrebbe i lavoratori ad avere più figli e famiglie più numerose; Questo produrrebbe, aumentando il numero dei componenti della classe dei lavoratori, l'aumento progressivo della offerta di lavoro, con conseguente riduzione del prezzo del lavoro, ovvero del salario. Al contrario, se i salari di mercato fossero al di sotto del livello naturale, non consentendo al lavoratore neppure i consumi necessari alla propria sussistenza, questo determinerebbe necessariamente un assottigliamento delle famiglie, una riduzione dei componenti la classe lavoratrice, con conseguente riduzione della offerta di lavoro e successivo aumento del salario di mercato.
La teoria adottata da Ricardo, e da altri esponenti dell'economia classica, è a volte ricordata come legge ferrea dei salari: una teoria che lega il salario direttamente alle leggi che si riteneva fossero alla base di ogni evoluzione demografica della popolazione. Tali teorie furono sviluppate in massima parte da Robert Malthus, autore dell'Essay on the Principle of Population, il quale riteneva – e cercava di dimostrare empiricamente – che la popolazione sarebbe sempre cresciuta più velocemente della produzione dei beni necessari alla sua sussistenza – a causa dei già citati rendimenti decrescenti della terra. Ciò non poteva che determinare l'impossibilità per la maggior parte della popolazione di sollevarsi oltre i livelli di mera sussistenza. 
Ricardo però sostiene che, sebbene nel lungo periodo la legge sopra descritta – di convergenza del salario di mercato verso il suo livello naturale – debba necessariamente essere valida, entro orizzonti temporali più limitati possa verificarsi che i salari di mercato rimangano per un certo periodo sopra il loro livello naturale. Ciò infatti potrebbe verificarsi, dice Ricardo, nel caso in cui l'economia crescesse a tassi superiori rispetto ai tassi di crescita della popolazione. Qui Ricardo ci parla del tema del c.d. fondo salari, ovvero di quella parte del capitale che la società, nel suo complesso, investe per il mantenimento dei lavoratori. Se si divide l'ammontare del fondo salari per il numero dei lavoratori disponibili si ottiene il salario corrisposto a ciascun lavoratore. Tale fondo cresce allo stesso tasso di crescita della economia e, quindi, allo stesso tasso di accumulazione del capitale complessivo della società. Dunque, se il capitale e, insieme ad esso, il fondo salari (il numeratore) crescono per un lungo tempo più velocemente della popolazione (il denominatore), potrebbe verificarsi un lungo mantenimento della popolazione sopra i livelli di sussistenza.
Ricardo fa poi notare che la stessa cosa che porta all'aumento della rendita porta anche all'aumento dei salari: in entrambi i casi infatti si tratta della ricchezza del paese che, aumentando la numerosità della popolazione, costringe a mettere a coltura le terre meno fertili. Ciò aumenta il prezzo relativo del grano e questo da un lato attribuisce una rendita al proprietario delle terre più fertile e dall'altro determina un aumento del prezzo delle sussistenze del lavoratore e quindi dei salari. "Appare quindi che la stessa causa che aumenta la rendita, ossia la crescente difficoltà di procurare una maggior quantità di alimenti con la stessa quantità proporzionale di lavoro, aumenterà anche i salari".
Infine, stando così le cose, Ricardo trae una regola generale di politica economica, dove afferma che "come ogni altro contratto, i salari dovrebbero essere lasciati alla equa e libera concorrenza del mercato e non dovrebbero mai essere controllati dall'interferenza della legge". In questo caso il bersaglio di Ricardo sono le c.d. Poor Laws, le leggi sui poveri, le quali allora determinavano una grave distorsione rispetto a quello che Ricardo riteneva essere il naturale funzionamento dell'economia.

### I profitti
L'ultima delle tre grandi quote nelle quali si distribuisce il prodotto della società è quella dei profitti. In essi Ricardo, e con lui anche Smith, include, nella terminologia attuale, sia i profitti che gli interessi. 
Come abbiamo visto, il valore delle merci viene determinato senza prendere in considerazione la rendita, la quale, in base alla teoria esposta da Ricardo, non entra a far parte del prezzo delle merci, il quale infatti, nel caso del prodotto agricolo, è sempre quello che si determina sulla terra meno fertile messa a coltura, la quale non paga mai rendita. 
Tolta la rendita, Ricardo deduce che "tutto il valore delle merci è diviso in due sole parti: una costituisce i profitti del capitale, l'altra i salari del lavoro". Partendo da questo assunto, Ricardo, in sostanza, suggerisce una teoria residuale del profitto, secondo cui i profitti non possono che consistere in ciò che del valore della produzione residua dopo la remunerazione del lavoro, la quale avviene sulla base della c.d. legge ferrea dei salari esposta prima. Per Ricardo dunque è chiarissimo che salari e profitti sono due porzioni di una medesima grandezza: quanto più aumenta l'una, tanto più si deve ridurre l'altra. 
Ammesso tutto ciò, facendo riferimento intanto al settore dell'agricoltura, se aumenta la popolazione, per garantirne la sussistenza, deve progressivamente essere posta a coltura una sempre maggiore quantità di terra, sempre meno fertile. Ciò determinerà contemporaneamente due fenomeni: da un lato aumenterà sempre più la rendita da corrispondere al proprietario delle terre più fertili, che così finisce per diventare destinatario di una porzione sempre maggiore del prodotto della terra; da un altro lato aumenta il costo del grano – che è determinato dalla difficoltà di produzione sulle terre marginali, meno fertili – il quale, essendo il principale bene per la sussistenza dei lavoratori, determina un aumento dei salari corrisposti ai lavoratori, che a loro volta diventano destinatari di una porzione sempre maggiore del prodotto della terra. Da tutto ciò, Ricardo conclude che l'aumento del prezzo del grano comporta sempre per il capitalista un progressivo assottigliarsi del proprio margine di profitto, oltre che un effetto impoverimento dovuto al fatto che alimentarsi comprando grano costa di più. Poiché l'aumento della popolazione è un effetto dell'aumento della ricchezza di una nazione, Ricardo vuole mostrare come esiste una tendenza implicita alla caduta del margine di profitto del capitalista, dovuta all'aumento progressivo dei salari e accompagnata da un aumento inevitabile delle rendite. 
Tale caduta tendenziale del saggio di profitto non trova applicazione solo al settore agricolo ma si estende anche al settore industriale, in ragione della c.d. regola di uniformità del saggio di profitto, di cui già Smith aveva trattato. Tale regola parte dalla constatazione che nessun capitalista potrebbe accettare razionalmente di impiegare il proprio capitale ad un rendimento del 5%, quando un altro impiego gliene dia uno del 10%. Se vi fossero quindi diversi saggi di profitto nei diversi settori, tutti i capitalisti disinvestirebbero da quelli a minore rendimento per investire in quelli che diano loro una più alta remunerazione. Ciò però, secondo gli economisti classici, porta automaticamente ad un aumento dell'offerta nei settori con profitti più alti e per ciò stesso ad una riduzione del prezzo, la quale presto riporterebbe in basso il saggio di profitto. In base a questo ragionamento, se il capitale è mobile, il saggio di profitto, in tutti i settori dell'economia, non può che essere uno solo. Per questo motivo, Ricardo ritiene che la stessa caduta del saggio di profitto che si verifica nel settore agricolo debba necessariamente verificarsi in ogni altro settore della economia.
In definitiva, poiché la terra ha una produttività decrescente e poiché la popolazione è destinata a crescere con l'accumulazione del capitale, la crescita della società porterà con sé la messa a coltura di terre sempre meno fertili fino al momento in cui, sarà coltivata la terra che darà un prodotto appena sufficiente a remunerare al salario naturale il lavoro in essa impiegato. In tale momento, i profitti sarebbero pari a zero e l'intero prodotto del settore agricolo – e con esso di tutti gli altri settori – sarebbe distribuito solamente in salari e rendite. Con l'azzeramento dei profitti si interrompe anche il processo di accumulazione, poiché nessun capitalista investirebbe senza la prospettiva di una remunerazione.
Come nota Ricardo, un tale stato è comunque ampiamente procrastinabile attraverso l'apertura del commercio con l'estero e la continua introduzione di macchine che aumentino la produttività della terra e riducano il prezzo dei beni necessari alla sussistenza.

## Il commercio internazionale e i vantaggi comparati
In materia di commercio estero, a Ricardo è generalmente attribuito il merito di avere formulato e divulgato la c.d. teoria dei vantaggi comparati.
In precedenza, Smith, teorico del libero scambio, aveva già sostenuto la c.d. teoria dei vantaggi assoluti nel commercio internazionale. Secondo tale teoria, poiché diverse nazioni hanno la capacità di produrre le merci sostenendo costi diversi, a causa per esempio delle diverse fertilità del suolo o delle diverse conoscenze tecniche e tradizioni, allora deve convenire a ciascuna nazione specializzarsi nella produzione di ciò che è in grado di produrre ad un costo inferiore a quello sostenuto da ogni altra nazione – vantaggio assoluto - così che, alla fine, poiché ogni paese allocherà le proprie risorse per fare ciò in cui è più produttivo, con lo stesso impiego di risorse, il prodotto complessivo di tutte le nazioni possa essere maggiore; Si tratterà poi di distribuire tale maggiore produzione, secondo i diversi bisogni, attraverso il commercio estero. Smith riteneva che tale effetto benefico si sarebbe potuto generare solo se le diverse nazioni coinvolte avessero avuto un vantaggio assoluto rispetto a tutte le altre nella produzione di una determinata merce, ovvero, solo se fossero state nella condizione di produrre una certa merce ad un costo inferiore rispetto a tutte le altre.
Ricardo pensa diversamente e sostituisce alla teoria di Smith la c.d. teoria dei vantaggi comparati. Egli è convinto che il commercio internazionale sia un bene anche in assenza di vantaggi assoluti: ritiene infatti che ad ogni nazione convenga comunque specializzarsi nella produzione della merce che, in termini di ogni altra merce da essa producibile, costi meno. Proseguiamo con un esempio. Si supponga che esistano due nazioni, l'Inghilterra e il Portogallo; che L'Inghilterra sia in grado di produrre, con una unità di lavoro, 12 unità di vino o 6 unità di stoffa, laddove il Portogallo sia in grado, con una unità di lavoro, di produrre 8 unità di vino o 1 unità di stoffa. Come si vede, entrambe tali merci possono essere prodotte in Inghilterra ad un costo inferiore che in Portogallo; qui Smith avrebbe forse ritenuto – in base alla teoria dei vantaggi assoluti - che, non avendo il Portogallo alcun vantaggio assoluto, il commercio estero non avrebbe portato alcun particolare giovamento o sarebbe stato impossibile. Al contrario, Ricardo ritiene che anche in questo caso la specializzazione e il commercio con l'estero siano la scelta giusta e più vantaggiosa: ciò che bisogna guardare è infatti il vantaggio comparato interno nella produzione delle due merci.
Ma quale merce dovrà produrre ciascuno dei due paesi? Nel nostro esempio, l'Inghilterra, spostando una unità di lavoro dalla produzione di stoffa a quella di vino, raddoppia le unità di prodotto che realizza, passando da 6 a 12; ciò significa che in Inghilterra produrre una unità in più di stoffa significa rinunciare a due unità di vino e che quindi una unità di stoffa costa qui 2 unità di vino – e corrispondentemente che una unità di vino costa mezza unità di stoffa. Il Portogallo invece, spostando una unità di lavoro dalla produzione di stoffa a quella di vino, moltiplica il proprio prodotto per 8, passando da 1 a 8 unità di prodotto; ciò significa che in Portogallo produrre una unità in più di stoffa significa rinunciare a otto unità di vino, che il costo di una unità di stoffa è pari a otto unità di vino mentre una unità di vino deve costare 1/8 di unità di stoffa. Per ciò il costo del vino in termini di stoffa è minore in Portogallo che in Inghilterra (in un caso è 1/8 e nell'altro è ½ di unità di stoffa) mentre il costo della stoffa in termini di vino è minore in Inghilterra che in Portogallo (in un caso è 2 e nell'altro è 8 unità di vino). In queste condizioni, quindi, secondo Ricardo, poiché per incrementare la produttività generale serve che ogni nazione si specializzi nella produzione della merce che le costi meno produrre, ovvero nella quale abbia un vantaggio comparato rispetto all'altra nazione, conviene che il Portogallo produca solo vino e l'Inghilterra solo stoffa. Così facendo il prodotto complessivo delle due nazioni sarà il più alto possibile, vino e stoffa saranno prodotte al costo più basso realizzabile e per ciò stesso il prezzo di tali merci sarà il più conveniente sia per i consumatori portoghesi che per quelli inglesi.
Lo scopo politico immediato di Ricardo era quello di sostenere dal punto di vista teorico la battaglia per il libero commercio e l'abolizione delle misure protezionistiche che impedivano di fatto l'importazione del grano. Ricardo doveva dimostrare che con il libero scambio si sarebbe sia sostenuta l'economia nazionale, poiché ne avrebbero beneficiato i profitti, sia incrementata la ricchezza di tutte le nazioni coinvolte. Con la teoria dei vantaggi comparati Ricardo fa entrambe le cose. Egli nota infatti il fatto che il capitale sia allocato nel modo più produttivo consente anche che i costi di produzione generali siano i più bassi possibile e che quindi siano bassi anche i prezzi delle diverse merci, le quali sono infatti prodotte nel paese nel quale è più conveniente o meno costoso realizzarle. Poiché questo vale anche per i beni di sussistenza dei lavoratori, dai quali dipendono i salari, egli deduce che attraverso il libero scambio internazionale si può ottenere la riduzione dei prezzi dei beni di sussistenza e quindi dei salari naturali e, di conseguenza, l'aumento dei profitti, con grande beneficio per i ritmi della accumulazione e per la ricchezza dei diversi paesi.

## La moneta
Il corpo della teoria monetaria di Ricardo si venne formando intorno al dibattito che in Inghilterra prese fuoco a proposito della crescente inflazione che si verificò dopo che nel 1797 venne sospesa la convertibilità in oro coniato della cartamoneta allora circolante. Prima del 1797 esisteva in Inghilterra un regime c.d. di gold standard, in cui chiunque fosse stato in possesso di banconote si sarebbe potuto recare in ogni momento alla Banca d'Inghilterra (e non solo) per chiederne la conversione, ad un rapporto di cambio fissato, in monete coniate in oro. Tale sistema trattava le banconote come meri titoli rappresentativi di determinate quantità di oro, e ciò serviva da un lato a facilitare e rendere più sicura la circolazione dei mezzi di pagamento, che veniva effettuata in carta e non in oro, e consentiva dall'altro lato di non mettere in discussione la centralità dell'oro (o dell'argento in altri casi) come vera e propria moneta-merce utilizzata negli scambi e nei pagamenti.
A causa dell'esplodere delle guerre napoleoniche, allo scopo di impedire qualsiasi rischio di possibili erosioni delle proprie riserve d'oro, nel 1797 l'Inghilterra decise di sospendere la convertibilità in oro delle banconote in circolazione, le quali così dovevano circolare forzosamente e indipendentemente dal fatto che il loro valore intrinseco fosse assicurato dalla convertibilità.
Dopo alcuni anni dall'entrata in vigore di tale regime, in Inghilterra si iniziò a registrare una spinta inflazione, intorno alla quale il dibattito pubblico, che presto divenne parlamentare, si accese allo scopo di arrivare a definirne le cause. Semplificando, in seno al dibattito si formarono due fronti contrapposti: il primo era quello dei c.d. bullionisti, che alla fine ebbero il sopravvento, i quali ritenevano che l'inflazione fosse dovuta alla eccessiva emissione di banconote alla quale aveva dato inizio la Banca d'Inghilterra quando aveva finanziato i deficit di guerra del paese; secondo i bullionisti non esisteva altra causa economica reale alla base della variazione dei prezzi, la quale doveva sempre essere, secondo loro, un fenomeno esclusivamente monetario dovuto all'aumento o alla diminuzione della quantità di moneta in circolazione. Il secondo fronte era quello degli anti-bullionisti, tra i quali alcuni direttori della Banca d'Inghilterra, i quali credevano che tra le cause dell'aumento dei prezzi ci fossero non solo cause monetarie ma anche delle cause economiche reali, come ad esempio l'aumento dei prezzi del grano dovuto ai cattivi raccolti.
Ricardo apparteneva al fronte dei bullionisti e sostenne sempre la c.d. teoria quantitativa della moneta che era alla base delle considerazioni teoriche e delle analisi di quel fronte. Ricardo era convinto che la moneta e tutto ciò che riguardasse la circolazione, l'offerta e la domanda dei mezzi di pagamento non avesse alcuna incidenza sull'andamento delle variabili reali dell'economia. In questa prospettiva la moneta è solo un velo che ricopre l'intera economia ma che non incide su di essa: è quindi falso affermare che un'espansione della quantità di moneta in circolazione possa essere di stimolo alla produzione economica, ed è falso immaginare che una sua riduzione possa in alcun modo contribuire a fenomeni di depressione economica. Si tratta di una teoria che è vera e propria progenitrice delle moderne teorie economiche dei monetaristi. 
Ricardo quindi ritiene che all'origine dell'aumento dei prezzi del suo tempo vi sia l'eccessivo aumento di banconote in circolazione permesso dalla sospensione del regime di convertibilità in oro. Per questo, allo scopo di tornare ad uno stato di ordine e allo scopo di bloccare tale aumento dei prezzi, Ricardo sostenne con forza la reintroduzione della convertibilità della cartamoneta. 
La visione di Ricardo sul rapporto tra moneta e prezzo delle merci in una situazione ottimale potrebbe sintetizzarsi nel modo seguente. In primo luogo, secondo l'autore, esiste il rapporto tra il prezzo dell'oro e quello delle altre merci: l'oro non è altro che una merce prodotta come ogni altra, il cui valore naturale è determinato dalla quantità di lavoro necessaria a produrla. Per questa ragione il prezzo relativo dell'oro rispetto a ogni altra merce con la quale è scambiato è sempre determinato dalla diversa quantità di lavoro necessario a produrre l'oro e tali altre merci. L'oro quindi non è altro che un bene prodotto, il quale convenzionalmente è stato scelto come mezzo universale di scambio, ma il cui valore e prezzo relativo è sempre sottoposto alle regole che Ricardo ritiene valgano in generale per ogni merce prodotta. In secondo luogo esiste il rapporto tra banconote (e altri mezzi di pagamento) e l'oro; tale rapporto è di tipo simbolico, ovvero le banconote rappresentano una determinata quantità di oro, fissata da un rapporto di cambio, che dovrebbe poter sempre essere ottenuta in cambio delle banconote ove se ne domandi la conversione. In un simile sistema, secondo Ricardo, si garantirebbe sempre la stabilità della moneta grazie all'ancoramento della moneta all'oro, che è una merce la cui produzione internazionale e il cui prezzo generale sono soggette ad un ridotto numero di variazioni al tempo di Ricardo. La Banca d'Inghilterra, in tale sistema, dovrebbe solamente aumentare o diminuire la quantità di moneta in circolazione in ragione dell'aumento o della diminuzione del prezzo relativo dell'oro così da garantire la stabilità dei prezzi e impedire che eccessive espansioni monetarie portino all'innesco di fenomeni inflattivi. 

## Le macchine
Prima di morire, Ricardo ebbe il tempo di curare tre diverse edizioni dei suoi Principi dell'economia politica e dell'imposta. Nell'ultima di queste tre edizioni, sul finire del libro, Ricardo aggiunse un nuovo capitolo frutto delle riflessioni che lo avevano condotto a modificare alcune delle sue precedenti posizioni. Il capitolo in questione si intitola Le macchine e cerca di discutere gli effetti che sulle diverse classi sociali hanno le macchine, quando introdotte in sostituzione del lavoro.
Precedentemente, era opinione di Ricardo che "ogni applicazione di macchine a qualsiasi ramo della produzione che avesse l'effetto di risparmiare lavoro fosse un bene generale". Egli riteneva che il risparmio di lavoro che le macchine avrebbero comportato avrebbe determinato una riduzione del prezzo delle diverse merci, e che di tale riduzione si sarebbero avvantaggiati, in quanto consumatori, sia i capitalisti, sia i proprietari terrieri, sia i lavoratori. Oltre a ciò, se a ridursi fosse stato il prezzo dei beni necessari alla sussistenza, sarebbero scesi anche i salari naturali e sarebbe aumentato il saggio dei profitti con grande vantaggio per la ricchezza di tutta la nazione. 
Si sarebbe potuto replicare che i lavoratori, con l'introduzione delle macchine, avrebbero solo potenzialmente potuto consumare più merci poiché intanto molti di loro avrebbero perduto il lavoro, sostituiti dalle macchine. Ricardo però riteneva che l'introduzione delle macchine in determinati settori non avrebbe ridotto in alcun modo il fondo salari complessivo, ovvero non avrebbe intaccato le risorse complessivamente destinate al mantenimento e alla occupazione dei lavoratori. Egli riteneva ciò sia perché sarebbero serviti lavoratori per la produzione delle macchine, sia perché il capitale risparmiato dai capitalisti che avrebbero introdotto le macchine sarebbe stato di certo impiegato per la produzione di altre merci, con conseguente occupazione di nuovi lavoratori. Il fondo salari, quindi, insieme alla domanda complessiva di lavoro sarebbe sostanzialmente rimasto invariato e i prezzi delle merci sarebbero diminuiti con il generale beneficio di tutte le classi.
In un secondo momento, probabilmente dopo la lettura di On the Conditions of Labouring Classes di John Barton, Ricardo modifica la propria visione: è sempre convinto che l'effetto finale della introduzione delle macchine sia benefico ma crede che momentaneamente, subito dopo la loro introduzione, si possa verificare una riduzione del fondo salari che determini una riduzione della domanda di lavoro e una transitoria ma gravosa disoccupazione. I capitalisti, ove l'investimento in macchine (capitale fisso) fosse più conveniente di quello in lavoratori (capitale circolante), potrebbero infatti decidere di modificare la composizione del capitale da loro investito, aumentando il capitale fisso e riducendo il numero di lavoratori occupati. Così facendo essi non soffrirebbero alcuna riduzione dei loro profitti e il reddito netto della nazione rimarrebbe identico, tuttavia si ridurrebbe l'ammontare di risorse complessive destinate alla occupazione dei lavoratori, non necessari alla produzione; Ricardo nota poi che tale effetto sarebbe amplificato dal fatto che dall'impoverimento dei lavoratori potrebbe anche derivare una riduzione della domanda di tutte le merci destinate alla loro sussistenza, con conseguente riduzione della produzione di tali merci e ulteriore riduzione degli occupati in tale settore dell'economia. Per tali motivi Ricardo arriva ad affermare che, mentre proprietari terrieri e capitalisti ne godono solo i benefici, "l'opinione della classe lavoratrice secondo la quale l'impiego delle macchine è spesso dannoso ai propri interessi non si basa sul pregiudizio e sull'errore, ma è conforme ai corretti principi dell'economia politica".
Dopo aver chiarito che l'introduzione improvvisa delle macchine può ridurre il fondo salari, Ricardo prosegue la propria argomentazione chiarendo come nel tempo la disoccupazione generata dallo stato di cose descritto sia destinata ad essere riassorbita. Egli infatti ritiene che il ridursi del prezzo delle diverse merci, determinato dall'introduzione delle macchine, debba necessariamente consentire ai capitalisti di spendere meno per i loro consumi e dunque di risparmiare di più; tali risorse risparmiate, poiché conviene sempre impiegarle con un profitto, verranno poi dai capitalisti investite nella produzione di nuove merci e ciò condurrà al conseguente investimento in capitale circolante, al nuovo incremento del fondo salari e al reimpiego, in tali nuovi settori, dei lavoratori precedentemente licenziati. Ricardo infatti afferma: "alla riduzione del prezzo delle merci provocata dall'introduzione delle macchine non può non seguire che con gli stessi bisogni egli [il capitalista] abbia una maggior quantità di mezzi da risparmiare – una maggiore facilità di trasferire reddito a capitale. Ma a ogni aumento di capitale egli impiegherà un maggior numero di lavoratori; e, quindi, una parte della gente che in un primo tempo era stata licenziata verrebbe successivamente riassunta".
In definitiva, Ricardo capisce e ammette che un'improvvisa introduzione di macchine in sostituzione di lavoro possa creare momentaneamente grave danno alla classe lavoratrice ma è fermamente convinto che con il passare del tempo la loro introduzione sia un bene e non possa essere disincentivata e che gli eventuali eccessi di offerta di lavoro, con il tempo, non possano che rientrare ed essere azzerati. Dice Ricardo "spero che le affermazioni che ho fatto non inducano a pensare che l'uso delle macchine non debba essere incoraggiato", infatti solo esse, se applicate all'agricoltura, consentono di abbassare il prezzo dei beni di sussistenza, riducendo i salari naturali e aumentando i profitti con beneficio per tutta l'economia. Ricardo dice ancora: "Ho già osservato che l'aumento dei redditi netti, stimati in termini di merci, che sono sempre conseguenza dell'introduzione delle macchine, creerà nuovi risparmi e nuova accumulazione di capitale. Si deve ricordare che questi risparmi sono annuali, e devono presto creare un fondo molto maggiore del reddito lordo dapprima perduto in seguito all'invenzione della macchina; allora la domanda di lavoro tornerà ad essere quella di prima e la situazione della gente migliorerà ulteriormente grazie all'aumento dei risparmi che l'accresciuto reddito le consentirà ancora di fare".